# Tony Kubek
Anthony Christopher Kubek (Milwaukee, Wisconsin, 12 de octubre de 1935), más conocido como Tony Kubek, es un exjugador profesional estadounidense de béisbol que se desempeñó en la posición de campocorto en las Grandes Ligas de Béisbol (MLB). Logró obtener el premio Novato del Año.

## Carrera
Kubek jugó como profesional nueve temporadas en New York Yankees (1957-1965), equipo en el que se retiró.

## Premios
En 1957, fue galardonado con el premio Novato del Año.